# Nephila laurinae
Nephila laurinae är en spindelart som beskrevs av Tord Tamerlan Teodor Thorell 1881. Nephila laurinae ingår i släktet Nephila och familjen Nephilidae. Inga underarter finns listade i Catalogue of Life.